# Mjesec (razdoblje)
Za ostale upotrebe, pogledajte Mjesec (razdvojba).
Mjesec je jedinica za vrijeme koja se koristi za kalendare, duga približno kao prirodni period povezan s kretanjem Mjeseca. Tradicionalni koncept pojavio se s ciklusom mjesečevih mijena; takvi mjeseci su sinodički i traju ~29,53 dana. Iz arheoloških iskopina, istraživači su zaključili da su ljudi računali dane u vezi s Mjesečevim mijenama još u paleolitiku. Sinodički mjeseci su i dalje osnova za dosta kalendara.

## Astronomska pozadina
Kretanje Mjeseca u svojoj orbiti je vrlo složeno i njegov period nije konstantan. Štoviše, mnoge kulture (najviše one koje koriste stari židovski i islamski kalendar) počinju kalendarski mjesec s prvim pojavljivanjem tankog polumjeseca poslije zalaska sunca nad zapadnim horizontom. Datum i vrijeme ove stvarne opservacije ovisne su od točne geografske dužine, kao i širine, atmosferskih uvjeta, oštrine vida promatrača itd. Stoga, početak i dužine mjeseci u ovim kalendarima ne mogu se točno predvidjeti. Većina Židova trenutno prati prethodno izračunati kalendar, ali Karaiti se oslanjaju na stvarne opservacije mjeseca.

### Zvjezdani mjesec
Stvarni period Mjesečeve orbite mjeren u fiksnom referentnom sustavu poznat je kao zvjezdani mjesec, jer predstavlja vrijeme za koje se Mjesec vrati na isti položaj na nebeskoj sferi između fiksiranih zvijezda: 27,321 661 dana (27d7h43m11,5s) ili otprilike 27 1/3 dana. Ovaj tip "mjeseca" pojavio se kod kultura na Srednjem istoku, u Indiji i Kini na sljedeći način: dijelili su nebo na 27 ili 28 lunarnih kuća, određenih po asterizmima (prividnim grupama zvijezda), po jednu na svaki dan kada Mjesec prati svoj put među zvijezdama.

### Tropski mjesec
Uobičajeno je određivati položaj nebeskih tijela u odnosu na proljetnu ravnodnevicu. Zbog precesije, ova se točka polako vraća u ekliptiku. Stoga je Mjesecu potrebno manje vremena da se vrati u ekliptičku geografsku dužinu nula nego u istu točku među fiksiranim zvijezdama: 27,321 582 dana (27d7h43m4,7s). Ovaj nešto kraći period je poznat kao tropski mjesec.

### Anomalistički mjesec
Kao i sve orbite, i Mjesečeva je orbita elipsa, a ne krug. Međutim, orijentacija i oblik ove orbite nisu fiksirani. Položaj krajnjih točaka (apsida – perigeja i apogeja) učini pun krug za oko 9 godina. Mjesecu je potrebno dodatno vrijeme da se vrati do apside jer se ona tijekom jedne revolucije pomaknula prema naprijed. Ovaj duži period se zove anomalistički mjesec i ima prosječnu dužinu od 27,554 551 dana (27d13h18m33,2s), ili otprilike 27 1/2 dana. Prividni promjer Mjeseca varira u skladu s ovim periodom, pa je stoga ovaj tip mjeseca značajan kod određivanja pomrčina, čiji opseg, trajanje i pojavljivanje (bilo da je totalno ili djelomično) ovisi o točnom prividnom promjeru Mjeseca.

### Nodički mjesec
Orbita Mjeseca leži u ravnini koja je nagnuta u odnosu na ravninu ekliptike: ima nagib od otprilike 5 stupnjeva. Linija koja presijeca ove ravnine definira dvije točke na nebeskoj sferi: rastući i silazeći čvor. Ravnina Mjesečeve orbite se pomakne za pun krug za oko 18,6 godina, tako da se čvorovi pomiču unatrag na ekliptici u istom periodu. Stoga je vrijeme koje je potrebno Mjesecu da se vrati u isti čvor kraće od zvjezdanog mjeseca: ono se naziva nodički ili drakonski mjesec. Traje 27,212 220 dana (27d5h5m35,8s), ili otprilike 27 1/5 dana. Važan je za izračunavanje pomrčine: ona se događa kada su Sunce, Zemlja i Mjesec u istoj liniji. Sunce se kreće po ekliptici, dok se Mjesec kreće po svojoj orbiti koja je nagnuta na ekliptiku. Ta tri tijela su u liniji samo kada je Mjesec na ekliptici, tj. kada je u jednom od čvorova. "Drakonski" mjesec se odnosi na mitološkog zmaja koji živi u čvorovima i stalno jede Sunce ili Mjesec tijekom pomrčine.

### Sinodički mjesec
Razlog za mjesečeve mijene je taj da se sa Zemlje vidi dio Mjeseca kojega Sunce osvjetljava iz različitih kutova dok Mjesec prelazi svoju orbitu. Izgled tako ovisi o položaju Mjeseca u odnosu na Sunce (kao što se vidi sa Zemlje). Zbog toga što se Zemlja okreće oko Sunca, Mjesecu je potrebno dodatno vrijeme (nakon što navrši zvjezdani mjesec, tj. puni krug) da sustigne i vrati se u isti položaj u odnosu na Sunce. Ovaj duži period se zove sinodički mjesec (od grčkog syn hodô ili σὺν ὁδῴ). Zbog smetnji Zemljine i Mesečeve orbite, stvarno vrijeme između lunacija može iznositi od 29,27 do oko 29,83 dana. Dugoročno prosječno trajanje iznosi 29,530 588 dana (29d12h44m2,8s), ili otprilike 29 1/2 dana.

### Dužine mjeseci
Naveden je popis prosječnih dužina različitih astronomskih lunarnih mjeseci[1]. Ovo nisu konstante, tako da je dana linearna aproksimacija sekularne promjene:
Vrijedi za epohu J2000.0 (1 sij 2000 12:00 TT):
| zvjezdani mjesec     | 27.321661547 + 0.000000001857×g dana |
| tropski mjesec       | 27.321582241 + 0.000000001506×g dana |
| anomalistički mjesec | 27.554549878 − 0.000000010390×g dana |
| drakonski mjesec     | 27.212220817 + 0.000000003833×g dana |
| sinodički mjesec     | 29.530588853 + 0.000000002162×g dana |

Napomena: vrijeme je izraženo u efemernom vremenu (ili preciznije Zemaljskom vremenu) s danima od 86400 SI sekundi.  g označava godine od epohe (2000), izražene u godinama od 365.25 dana.

## Kalendarske implikacije
Beskonačni razlomci decimalne vrijednosti za sinodički mjesec daju uzastopne aproksimacije za srednju dužinu ovog mjeseca u vezi s dijelovima dana. Tako se na sljedećem popisu poslije broja dana u brojnicima nalazi cijeli broj mjeseci u nazivnicima:
29 dana
30
59/2
443/15
502/17
1447/49
25101/850
Ovo je korisno za oblikovanje čistih lunarnih kalendara, gdje se mjeseci od 29 i 30 dana (nazvani prazni i puni mjeseci) ponavljaju po određenoj shemi koja se ponavlja poslije određenog broja mjeseci. Nedavno stvoreni čisti lunarni kalendar nazvan Yerm Calendar  koristi sve gore navedene aproksimacije.
Kod lunisolarnih kalendara cijeli se broj sinodičkih mjeseci uklapa u neki cijeli broj godina. Prosječna dužina tropske godine se dijeli prosječnom dužinom sinodičkog mjeseca, tj. broj sinodičkih mjeseci u godini je (za epohu J2000):
12.368266392
Beskonačni razlomci ove decimalne vrijednosti daju optimalne aproksimacije za ove vrijednosti.
12
25/2
37/3
99/8
235/19
4131/334
Posljednja tri upotrebljavala su se u stvarnim kalendarima.

## Mjeseci u raznim kalendarima

### Julijanski i Gregorijanski kalendar
Gregorijanski kalendar, kao i Julijanski kalendar prije njega, ima dvanaest mjeseci:
1. siječanj, s 31 danom;
2. veljača, s 28 dana, 29 u prijestupnim godinama, ili 30 samo jednom prilikom;
3. ožujak, s 31 danom;
4. travanj, s 30 dana;
5. svibanj, s 31 danom;
6. lipanj, s 30 dana;
7. srpanj, s 31 danom;
8. kolovoz, s 31 danom;
9. rujan, s 30 dana;
10. listopad, s 31 danom;
11. studeni, s 30 dana;
12. prosinac, s 31 danom;

Za objašnjenje neobičnih dužina mjeseci pogledajte veljača i kolovoz.
Mjeseci koji su postojali u Rimskom kalendaru su:
- Mercedonius, povremeni mjesec poslije veljače koji bi vratio kalendar u početno stanje.
- Kvintilis, preimenovan u srpanj (jul) u čast Julija Cezara.
- Sekstilis, preimenovan u kolovoz (avgust) u čast Augusta.

Jedan od načina za pamćenje dužina mjeseci je da se drže dvije stisnute šake jedna pored druge tako da zglob kažiprsta lijeve ruke bude uz zglob kažiprsta desne ruke. Brojanje počinje sa siječnjem od zgloba malog prsta na lijevoj ruci, pa se broji zglob, prostor, zglob, prostor, itd. po mjesecima. Zglob predstavlja mjesec s 31 danom, a prostor između predstavlja mjesec s 30 (28 ili 29) dana.

### Hindu kalendar
Hindu kalendar ima različite sustave imenovanja mjeseci. Mjeseci u lunarnom kalendaru su:
1. Chaitra
2. Vaishaakha
3. Jyaishtha
4. Aashaadha
5. Shraavana
6. Bhaadrapada
7. Aashvayuja
8. Kaartika
9. Maargashiirsha
10. Pausha
11. Maagha
12. Phaalguna

Također postoje imena koja se koriste u Indijskom nacionalnom kalendaru za nove redefinirane mjesece.
Imena u solarnom (sunčevom) kalendaru su samo imena zodijačkih znakova kroz koje sunce prolazi. Oni su
1. Mesha
2. Vrishabha
3. Mithuna
4. Kataka
5. Simha
6. Kanyaa
7. Tulaa
8. Vrishcika
9. Dhanus
10. Makara
11. Kumbha
12. Miina

### Islamski kalendar
Islamski kalendar ima dvanaest mjeseci i oni su:
1. Muharram ul Haram (ili skraćeno Muharram) – محرّم
2. Safar – صفر
3. Rabi`-ul-Awwal (Rabi' I) – ربيع الأول
4. Rabi`-ul-Akhir (ili Rabi` al-THaany) (Rabi' II) – ربيع الآخر أو ربيع الثاني
5. Jumaada-ul-Awwal (Jumaada I) – جمادى الأول
6. Jumaada-ul-Akhir (ili Jumaada al-THaany) (Jumaada II) – جمادى الآخر أو جمادى الثاني
7. Rajab – رجب
8. Sha'aban – شعبان
9. Ramadhan – رمضان
10. Shawwal – شوّال
11. Dhul Qadah – ذو القعدة (ili Thw al-Qi`dah)
12. Dhul Hijja – ذو الحجة (ili Thw al-Hijjah)

### Iranski/Perzijski kalendar
Iranski / Perzijski kalendar, koje se trenutno upotrebljava u Iranu i Afganistanu, također ima 12 mjeseci. Perzijska imena su u zagradama.
1. Farvardin (فروردین)‎, 31 dan
2. Ordibehesht (اردیبهشت)‎, 31 dan
3. Khordad (خرداد)‎, 31 dan
4. Tir (تیر)‎, 31 dan
5. Mordad (مرداد)‎, 31 dan
6. Shahrivar (شهریور)‎, 31 dan
7. Mehr (مهر)‎, 30 dana
8. Aban (آبان)‎, 30 dana
9. Azar (آذر)‎, 30 dana
10. Dey (دی)‎, 30 dana
11. Bahman (بهمن)‎, 30 dana
12. Esfand (اسفند)‎, 29 dana (30 dana u prestupnim godinama)

### Islandski/Stari nordijski kalendar
Stari islandski kalendar nije više u upotrebi, ali neki praznici se i dalje računaju prema njemu na Islandu. Ima 12 mjeseci, podjeljenih na dvije grupe po šest.
- Skammdegi (kratki dani)

1. Gormánuður (14. listopada – 13. studenog, mjesec klanja)
2. Ýlir (14. studenog – 13. prosinca, Yule mjesec)
3. Mörsugur (14. prosinca – 12. siječnja, mjesec sisanja masti)
4. Þorri (13. siječnja – 11. veljače, mjesec zamrznutog snijega)
5. Góa (12. veljače – 13. ožujka, mjesec Góa)
6. Einmánuður (14. ožujka – 13. travnja, usamljeni mjesec)

- Náttleysi (dani bez noći)

1. Harpa (14. travnja – 13. svibnja, vjerojatno ime božice)
2. Skerpla (14. svibnja – 12. lipnja, vjerojatno ime božice)
3. Sólmánuður (13. lipnja – 12. srpnja, sunčev mjesec)
4. Heyannir (13. srpnja – 14. kolovoza, mjesec slame)
5. Tvímánuður (15. kolovoza – 14. rujna, drugi mjesec)
6. Haustmánuður (15. rujna – 13. listopada, jesenji mjesec)